# Kragesand
Kragesand ist ein dänischer Ort, der zur Sønderborg Kommune an der Flensburger Förde gehört. Er liegt auf der Halbinsel Broager Land, südlich des Dorfes Skelde und gehört so auch zur Broager Sogn.

## Lage
Das Straßendorf Kragesand liegt direkt südlich des Dorfes Skelde. Die Dorfstraße, an welcher ungefähr zehn Gebäude stehen, trägt den gleichnamigen Straßennamen Kragesand. Auf Karten des 19. Jahrhunderts ist am nördlichen Anfang der Dorfstraße „Royhuus“ eingetragen. Die besagten Karten deuten darauf hin, dass mit „Royhuus“ der dortige Hof gemeint gewesen sein dürfte (Lage). Ein Haus bezeichnet im Dänischen und Niederdeutschen lediglich ein Haus oder wie beispielsweise beim zwanzig Kilometer westlich bei Flensburg gelegenen Niehuus auch eine Burganlage. Ungefähr 250 Meter nordöstlich dieses Hofes liegt im Übrigen ein weiterer Hof, der ebenfalls auf besagten älteren Karten noch einen Namen hat, nämlich „Borre“ (Lage). Die Landnase beziehungsweise Landzunge bei Kragesand (Lage) stellt übrigens den südlichsten Punkt der Halbinsel Broager Land dar. Der dortige Küstenabschnitt bis östlich des „Hofes Borre“ ist auf älteren Karten offensichtlich auch unter dem Namen „Borre-Hoved“ (deutsch ausgesprochen: „Borre-Howel“) ausgewiesen. Das dänische Wort „Hoved“ bedeutet so viel wie Haupt beziehungsweise Kopf. Auf einem Feld östlich von Borre, soll sich gemäß regionaler Angaben, an der offenen See, zudem eine Südspitze befinden, die Groß-Borreshoved heißen soll. Ein Vorsprung nördlich davon soll den Namen Klein-Borreshoved tragen. Heutzutage führt außerdem der Wanderweg Gendarmstien an Kragesand entlang. Östlich von Kragesand befindet sich heute der sogenannte „Liebestunnel“. Dortige Bäume recken sich über den Abhang und bilden den besagten Tunnelweg, der einen Bestandteil des Gendarmstien darstellt. Direkt westlich der Landnase von Kragesand befindet sich ein beliebter Angelplatz. Nur bei sehr niedrigen Wasserstand ist es wohl möglich, von Kragesand in westlicher Richtung entlang der Küste zu laufen. Ein weiteres Hindernis, das im dortigen westlichen Strandabschnitt im Sommer zu finden ist, sind die Kühe, die auf einer Strandkoppel grasen. Auf der gegenüberliegenden Fördeseite liegen auf deutscher Seite das Steilufer zwischen Westerholz und Neukirchen.

## Geschichte
Auf einer dänischen Karte von 1857/58 ist der Ort schon als solcher eingetragen. Das Ostseesturmhochwasser von 1872 hinterließ offensichtlich auch in Kragesand seine Spuren. An einem Haus im unteren Dorfbereich, aber noch weit oberhalb des Strandes von Kragesand, befindet sich eine alte Hochwassermarke, welche an die Sturmflut vom 13. November des Jahres erinnert.